# Pitzia
Pitzia, Pitza, Pitzias ou Pitzas, est un chef militaire ostrogoth, général du roi Théodoric le Grand, vivant entre la seconde moitié du Ve siècle et la première moitié du VIe siècle.

## Biographie
On ne connait quasiment rien de ce personnage historique. En 504, Pitzia est chargé par Théodoric de chasser des Gépides du roi Thrasaric qui menacent les frontières nord-est du royaume ostrogoth. Il pénètre donc en Illyrie, bat et repousse les Gépides et s'empare –ou récupère– Sirmium, inquiétant l'empereur byzantin Anastase.
En même temps, il vient au secours d'un certain Mundo, un obscur chef barbare allié de Théodoric, qui dirigeait une horde de Goths et de Huns et contre qui Byzance avait envoyé une troupe de mercenaires Bulgares dirigés par le Magister militum Sabinien. Ces derniers sont massacrés par la cavalerie lourde gothique de Pitzia à la bataille de Horrea Margi, tandis que Sabinien parvient à fuir.
Cet événement provoqua de vives réactions de la part de Byzance envers Ravenne. Un peu plus tard, Athanase prendra le parti de Clovis, roi des Francs nouvellement converti au christianisme, contre les Goths ariens.
On suppose que Pitzia est identique au comte Petia mentionné dans le supplément de la chronique de Prosper d'Aquitaine, tué personnellement à Milan par le roi Théodoric en 514.

## Sources primaires
- Jordanès, Histoire des Goths [détail des éditions] [lire en ligne]
- Cassiodore, Histoire des Goths